# Riserva naturale del Grande Artico
La riserva naturale del Grande Artico (in russo Большой Арктический государственный природный заповедник ) nel territorio di Krasnojarsk è la più grande riserva naturale della Russia.
La riserva è stata istituita l'11 maggio 1993 dalla risoluzione n° 431 del governo russo.

## Geografia
La riserva del Grande Artico ha una superficie di 4.169.222 ettari dei quali 980.934 sono di superficie marina. Con queste dimensioni la riserva è la più grande non solo della Russia ma di tutta l'Eurasia nonché la terza al mondo. La lunghezza del parco naturale arriva ad un massimo di circa 1.000 km (asse est-ovest) per una larghezza massima di circa 500 km e comprende al suo interno l'intera penisola del Tajmyr e molte isole dell'Oceano Artico.
La riserva è stata suddivisa in 7 sezioni, a loro volta formate da un totale di 34 suddivisioni minori, che sono:
- la sezione Dixon-Sibirjakovskij di circa 200.000 ettari
- la sezione delle Isole del Mare di Kara  di circa 400.000 ettari
- la sezione della Pjasina di circa 1.100.000 ettari
- la sezione della Golfo di Middendorff di 69.000 ettari
- la sezione dell'Arcipelago di Nordenskiöld di circa 500.000 ettari
- la sezione della Bassa Tajmyra, la più grande, di circa 1.900.000 ettari
- la sezione della Penisola Čeljuskin di circa 35.000 ettari